# Srilankametrus caesar
Espèce
Synonymes
- Buthus caesar C. L. Koch, 1841
- Heterometrus caesar (C. L. Koch, 1841)
- Heterometrus granulomanus Couzijn, 1981

Srilankametrus caesar est une espèce de scorpions de la famille des Scorpionidae.

## Distribution
Cette espèce est endémique du district de Pondichéry dans le Territoire de Pondichéry en Inde.

## Systématique et taxinomie
Cette espèce a été décrite sous le protonyme Buthus caesar par C. L. Koch en 1841. Elle est placée en synonymie avec Heterometrus indus par Kraepelin en 1894. Elle est relevée de synonymie et placée dans le genre Srilankametrus par Prendini et Loria en 2020.

## Publication originale
- C. L. Koch, 1841 : Die Arachniden. Nürnberg, vol. 8, p. 41-131 (texte intégral).